# Provincia Karuzi
Provincia Karuzi este una dintre cele 17 unități administrativ-teritoriale de gradul I ale statului Burundi.